# Simitli (obchtina)
La commune de Simitli (en bulgare Община Симитли - Obchtina Simitli) est située dans le sud-ouest de la Bulgarie.

## Géographie
La commune de Simitli est située dans le sud-ouest de la Bulgarie, à 105 km au sud de Sofia. Son chef lieu est la ville de Simitli et elle fait partie de la région de Blagoevgrad.

## Administration

### Structure administrative
La commune compte 18 lieux habités : 1 ville et 17 villages
| - ville de Simitli - village de Bréjani - village de Bréstovo - village de Dokatitchévo - village de Dolno Ossénovo - village de Gorno Ossénovo - village de Gradévo | - village de Jéléznitsa - village de Kroupnik - village de Métchkoul - village de Poléto - village de Rakitna - village de Sénokos | - village de Souchitsa - village de Soukhostrél - village de Tchérnitché - village de Troskovo |

## Galerie

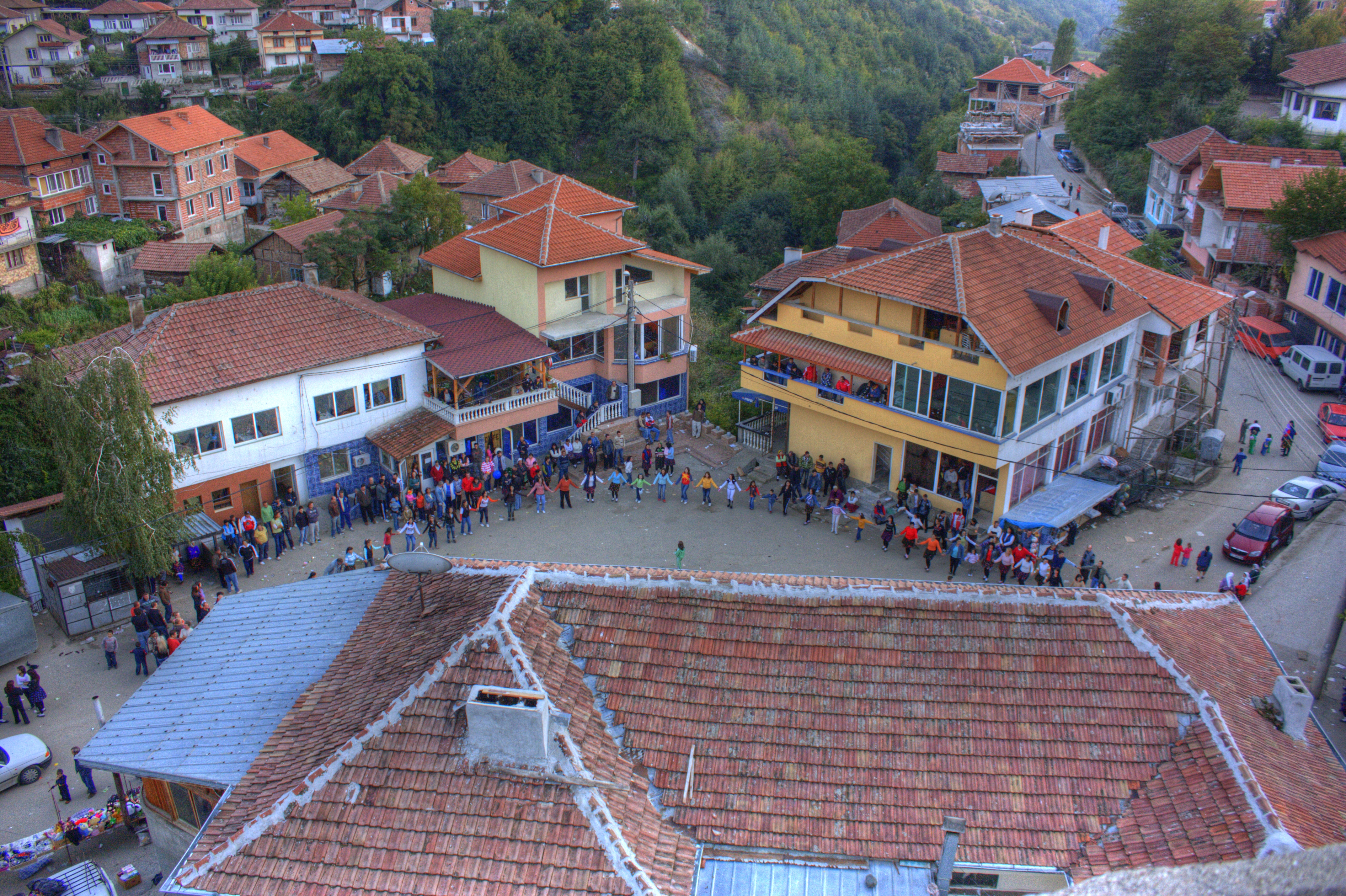
Fête pomak à Dolno Ossénovo
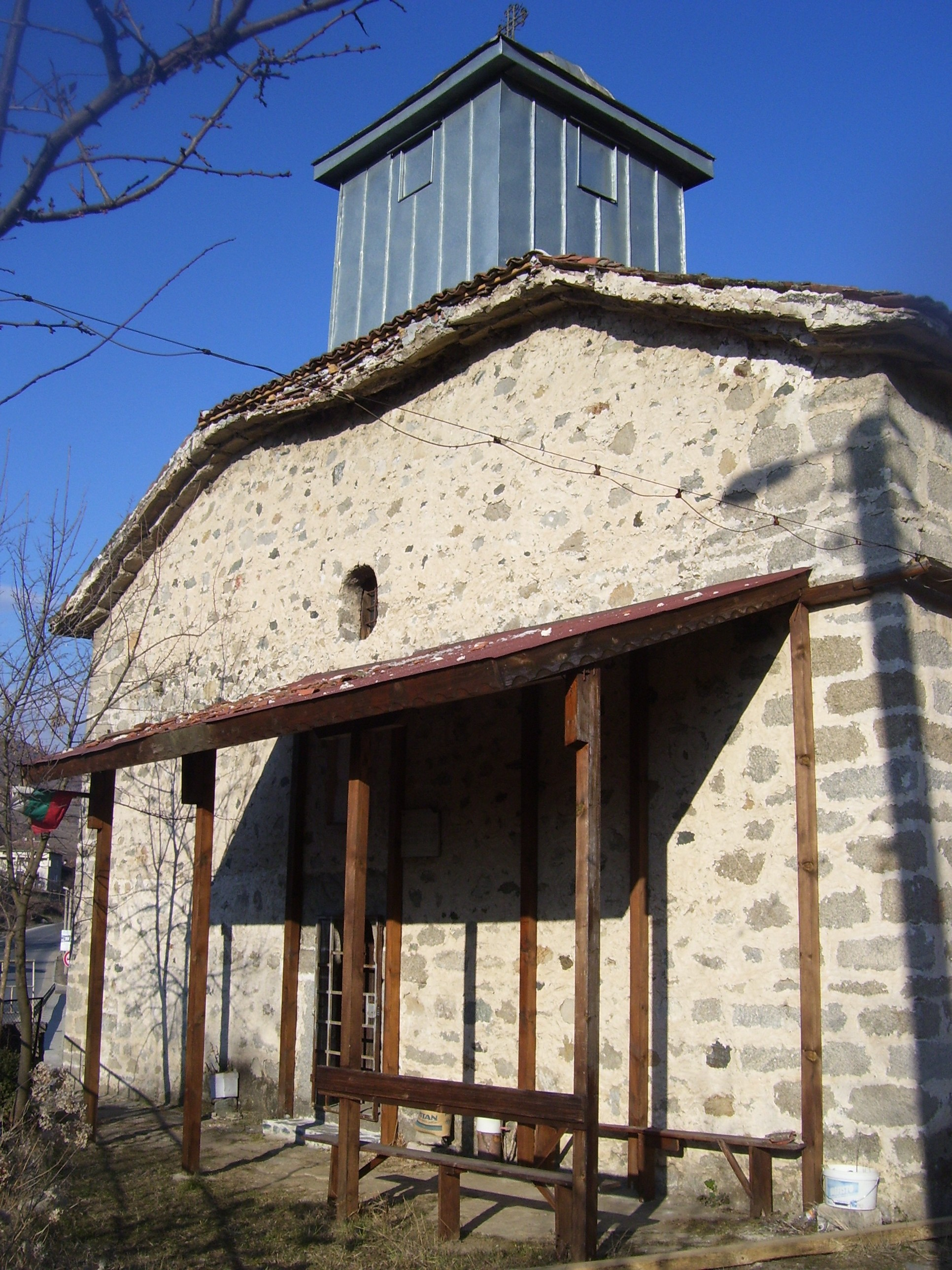
L'église de Gradévo
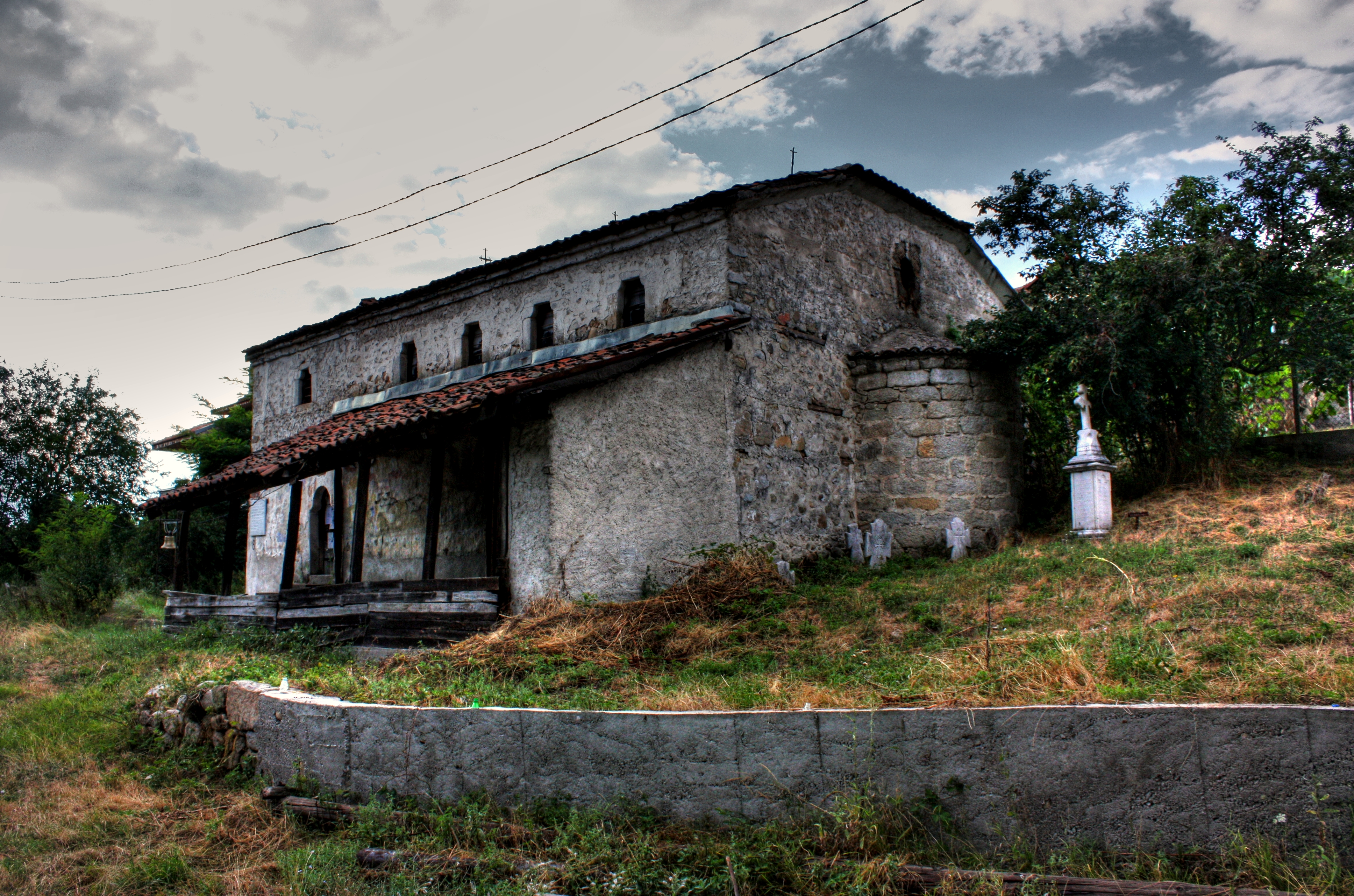
L'église Saints Pierre et Paul à Métchkoul
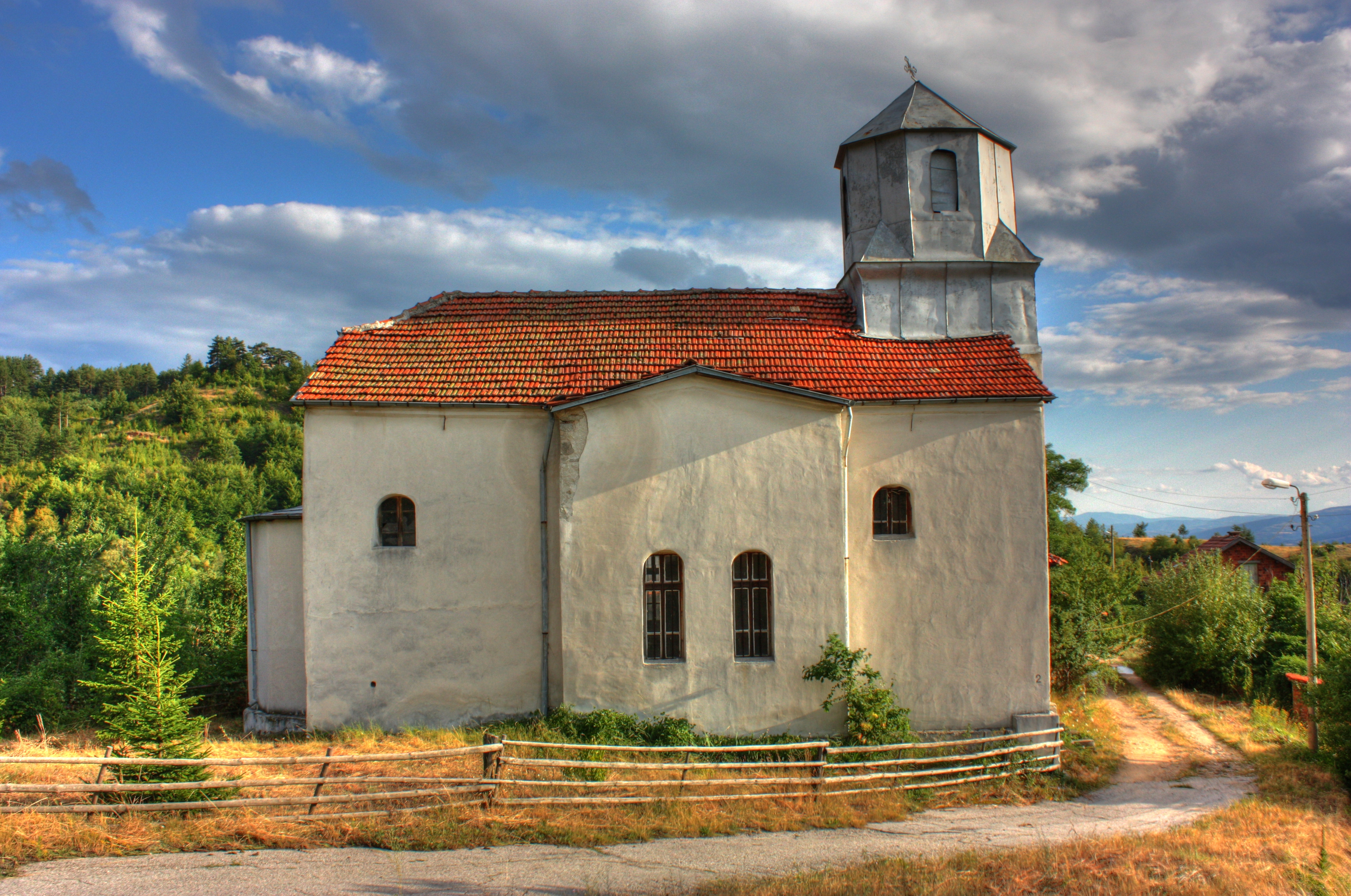
L'église Sveti Dimitar (Saint-Dimitri) à Sénokos
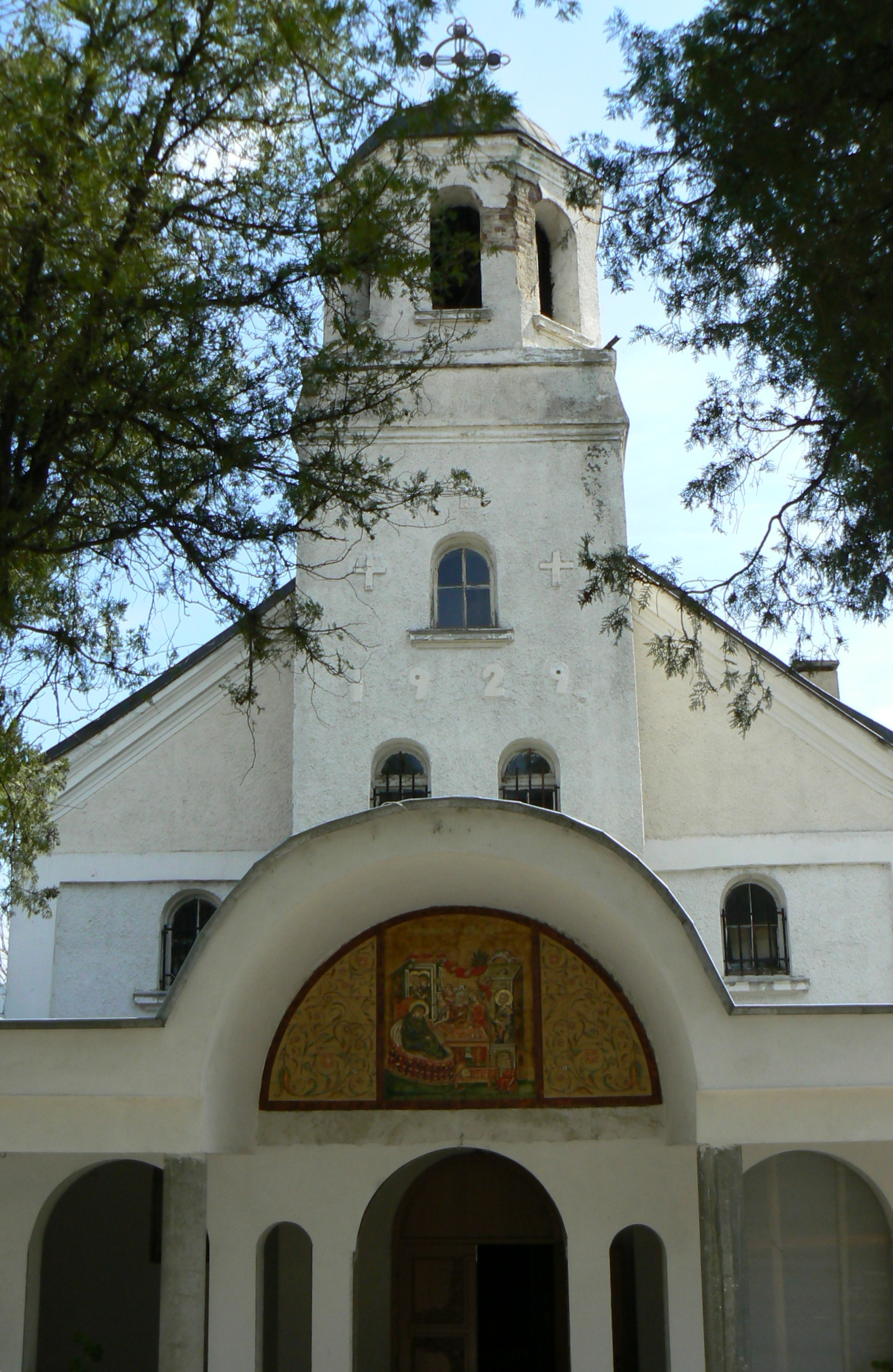
Eglise Réussite de la Sainte Mère de Dieu à Simitli
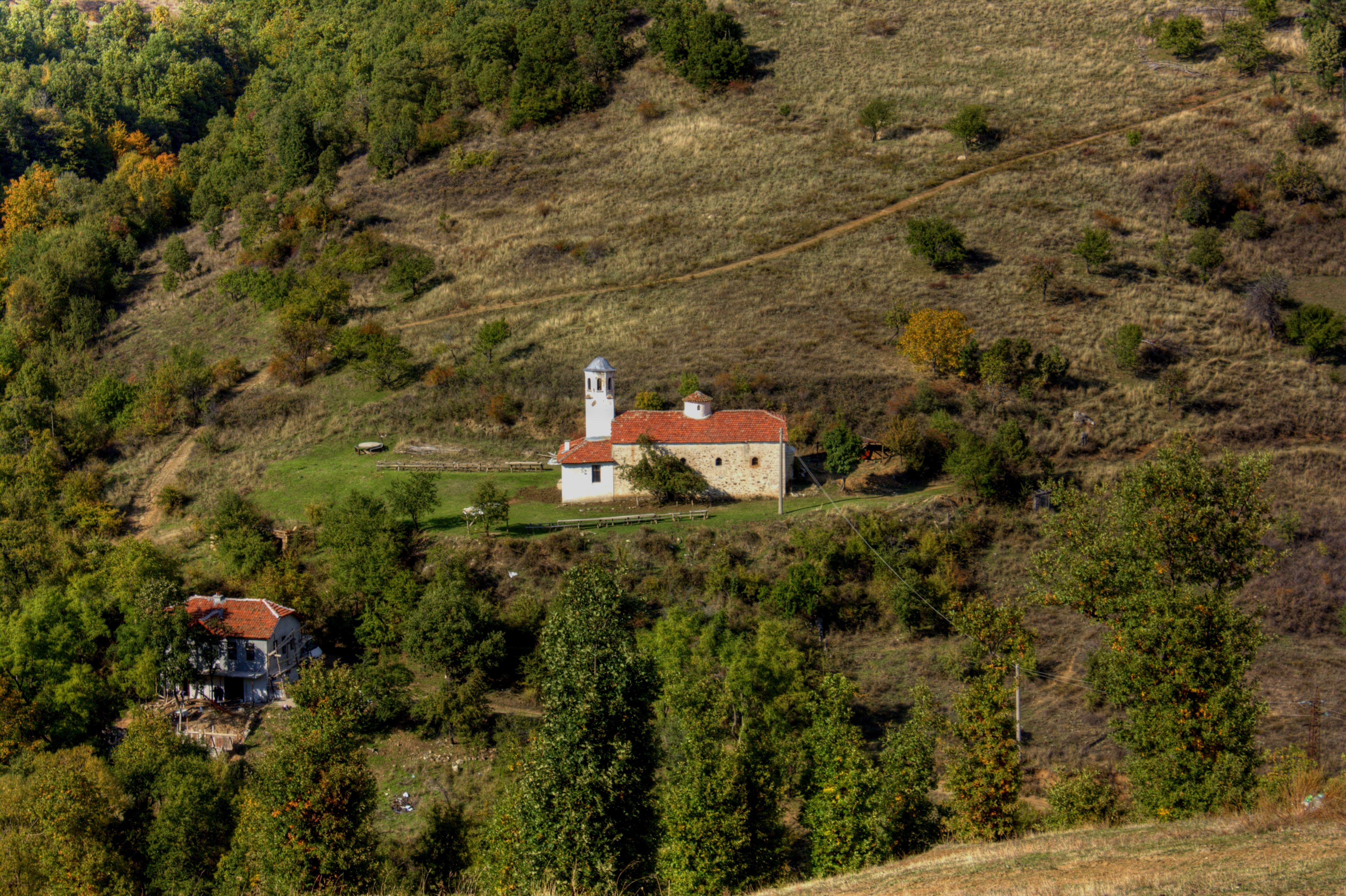
Le monastère de Troskovo